# Habitatge al carrer Bisbe Vilanova, 13 (Olot)
L'Habitatge al carrer Bisbe Vilanova, 13 és una obra d'Olot (Garrotxa) inclosa a l'Inventari del Patrimoni Arquitectònic de Catalunya.

## Descripció
És una casa entre mitgeres amb planta baixa i dos pisos. La porta està situada al costat dret i els pisos disposen de balons i balconades. Recentment es van fer obres de reforma que desfiguraren la façana, rebaixant els balcons i substituint-los per finestres. Els murs dels baixos van ser estucats amb gra fi. Cal destacar una garlanda que corre sota el balcó del segon pis, decorada amb flors i fruita. La façana està molt descuidada.

## Història
L'eixample és un projecte promogut per Manuel Malagrida, olotí enriquit a Amèrica, que va encarregar a l'arquitecte J. Roca i Pinet l'elaboració d'una ciutat-jardí, amb zones verdes i xalets unifamiliars. A partir del Passeig de Barcelona i del riu Fluvià, dibuixà una disposició radiocèntrica de carrers amb dos focus, la plaça d'Espanya i la d'Amèrica, unides pel pont de Colom. Així es planejà també el carrer Vilanova, amb cases unifamiliars de poca alçada i amb jardí, que tot i no tenir les pretensions de les situades en ple eixample, tindran elements arquitectònics i decoratius molt notables.